# 二落二从厝

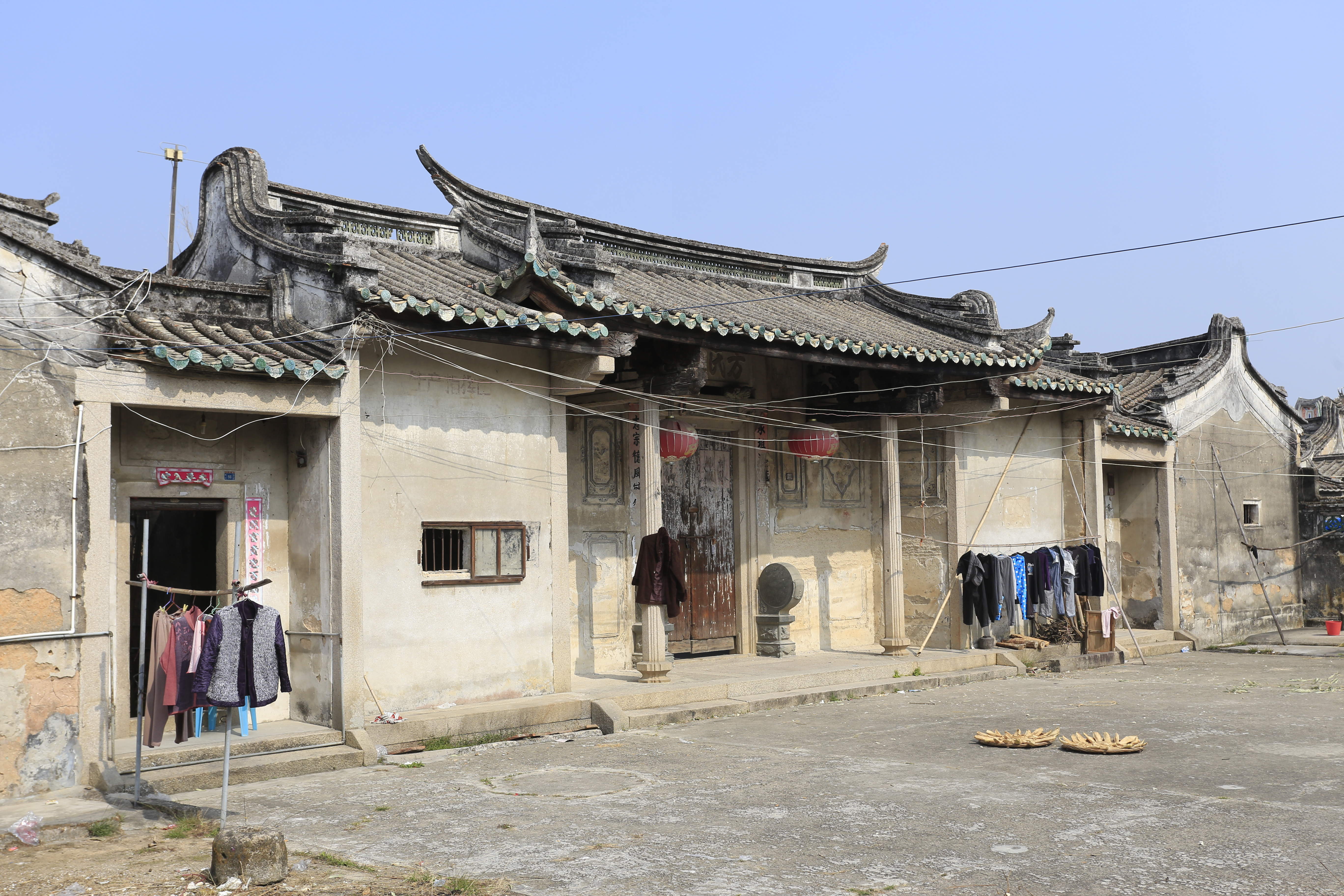
广东普宁一处民宅

二落二从厝是广东潮汕地区的民居府宅，一般只有经济富足的大户人家采用，具有鲜明的潮汕民居建筑鲜明特点。

## 格局

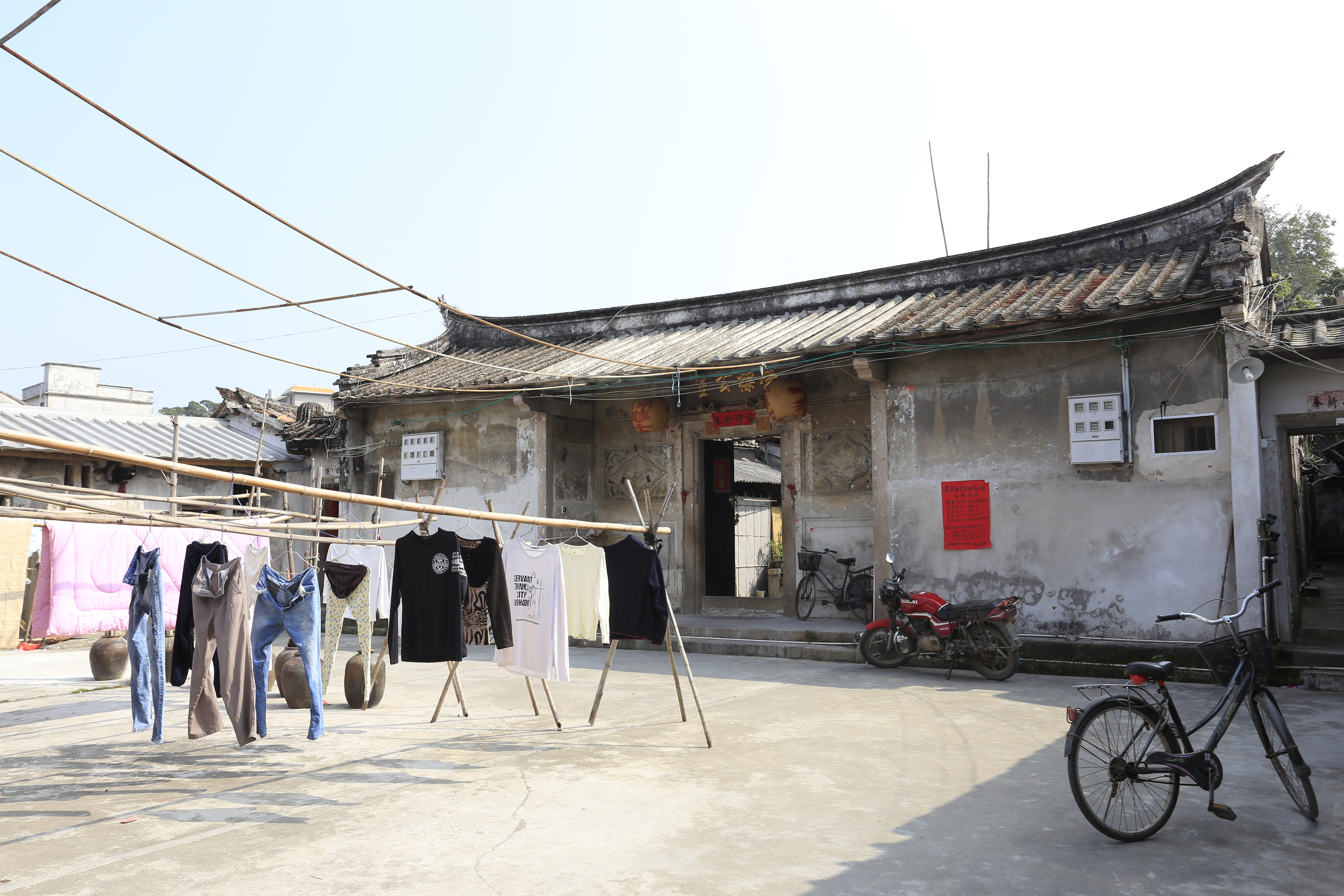
广东普宁洪阳镇一处民宅

以“四点金”为主座。在其基础上，左右分别增加了一条从厝和厝巷。从厝一般有五开间，四房一厅，围护在主座左右，为下辈人或佣人住所。厝巷细长似剑，也被称为“双背剑”，有些府第只在一边有从厝和厝巷，被称为“单背剑”。
通过主座从厝等空间上的主从、内外划分，体现了当地尊卑、上下、男女、长幼等礼教伦理秩序的需要。